# Tectaria trimenii
Tectaria trimenii är en ormbunkeart som först beskrevs av Richard Henry Beddome, och fick sitt nu gällande namn av Carl Frederik Albert Christensen. Tectaria trimenii ingår i släktet Tectaria och familjen Tectariaceae. Inga underarter finns listade.